# جسدی در کتابخانه

جلد کتاب چاپ شده در بریتانیا - ۱۹۴۲

جسدی در کتابخانه (به انگلیسی: The Body in the Library) رمانی جنایی اثر آگاتا کریستی است.
این کتاب که از مجموعه داستان‌های خانم مارپل می‌باشد در فوریه ۱۹۴۲ در آمریکا توسط انتشارات داد، مید اند کمپانی و در مه ۱۹۴۲ توسط انتشارات کولینز کرایم کلوب در بریتانیا به چاپ رسیده‌است.
قیمت کتاب در بریتانیا ۷ شیلینگ و ۶ پنی و در آمریکا دو دلار بوده‌است.

## داستان
جسد دختری به نام روبی در کتابخانه ویلای آرتور و دالی بنتری (که از دوستان خانم مارپل هستند)، پیدا می‌شود.
کمی بعد، دختر دیگری نیز کشته می‌شود و خانم مارپل قاتل را رسوا می‌کند.